# Misato, Saitama (oraș)

Misato (美里町 Misato-machi?) este un oraș în Japonia, în districtul Kodama al prefecturii Saitama.